# Хаджидимитрово (Старозагорская область)
Хаджидимитрово (болг. Хаджидимитрово) — село в Болгарии. Находится в Старозагорской области, входит в общину Казанлык. Население составляет 1 609 человек.

## Политическая ситуация
В местном кметстве Хаджидимитрово, в состав которого входит Хаджидимитрово, должность кмета (старосты) исполняет Боян Радев Атанасов (Граждане за европейское развитие Болгарии (ГЕРБ)) по результатам выборов правления кметства.
Кмет (мэр) общины Казанлык — Стефан Христов Дамянов (инициативный комитет) по результатам выборов в правление общины.